# Faragó Zsuzsa
Faragó Zsuzsa (Budapest, 1957. július 14.) színházi dramaturg.

## Életpályája
Szülei: Faragó Vilmos lapszerkesztő és Sugár Rózsa. 1976–1981 között a Szombathelyi Tanárképző Főiskola magyar-népművelés szakán tanult. 1979–1983 között a Színház- és Filmművészeti Főiskola dramaturg szakán tanult. 1983-ban a Rock Színház tagja volt. 1983–1984 között a moszkvai Művész Színházban volt ösztöndíjas. 1984–1986 között a Játékszín dramaturgja volt. 1987–1988 között a József Attila Színház tagja, dramaturgként és rendezőasszisztensként. 1988–1990 között a Fővárosi Tanácsnál színházi főelőadóként dolgozott. 1990–1993 között a zalaegerszegi Hevesi Sándor Színház tagja, 1993–1997 között a Miskolci Nemzeti Színház vezető dramaturgja volt, 1997–1998 között a Szegedi Nemzeti Színház tagja volt. 2000–2001 között a nyíregyházi Móricz Zsigmond Színházban dolgozott.

## Színházi munkái
A Színházi Adattárban regisztrált bemutatóinak száma: dramaturgként: 126; szerzőként: 15; fordítóként: 2; színészként: 4; rendezőként: 1.
| - Csodák és furcsaságok (1986) - A levegő hőse (1987) (rendező is) - Budapest anno...avagy az Orfeum alászáll (1990) - Kőműves Kelemen (1991) - Kalifornia blues (1993) - Egy kabaré... avagy Mi a csudának menjek én az Apolló kabaréba? (1994) - Párizs, Texas (1994) - Sörgyári capriccio (1995) - Régi idők focija (1998) - A feleségem története (2001, 2010) - Ádámcsutka (2002) - Négyeshatos (2012) - Karamazov (2012) | - Gorkij: Kicsik és polgárok (2007) - Szép Ernő: Háromlevelű lóhere....Faragó Zsuzsa - Molnár Ferenc: Az ibolya....Rakolnoki - Toepler Zoltán: Gecy....Mari |

### Dramaturgként
- Hauptmann: A bunda
- Mózsik-Vinnai: A humor forrása
- Brecht: A jóember
- Barillet-Grédy: A kaktusz virága
- Kárpáti Péter: A negyedik kapu
  - Díszelőadás
  - Pájinkás János
- Harold Pinter: A szerető
- Harling: Acélmagnóliák (Nők búra alatt)
- William Shakespeare: Ahogy tetszik
  - Tévedések vígjátéka
- Kleist: Az eltört korsó
- Madách Imre: Az ember tragédiája
- Molnár Ferenc: Az ördög
  - Az üvegcipő
- Anouilh: Colombe
- Genet: Cselédek
- Ende: Gombos Jim és Lukács, a masiniszta
- Wilder: Hát akkor itt fogunk élni
- Fenyő-Novai: Hotel Menthol
- Csehov: Ivanov
  - Platonov
- Kacsóh Pongrác: János vitéz
- Ödön von Horváth: Kasimir és Karoline
- Herczeg Ferenc: Kék róka
- Carlo Goldoni: Két úr szolgája
- Szálinger Balázs: Köztársaság
- Örkény István: Kulcskeresők
- Gibson: Libikóka
- Füst Milán: Máli néni (ősbemutató)
  - Margit kisasszony
- Sebastian: Névtelen csillag
- Lázár Ervin: Szegény Dzsoni és Árnika
- Maugham: Színház
- Garcia Lorca: Vérnász
- Coward: Vidám kísértet
- Szép Ernő: Vőlegény